# Gigalimosina
Gigalimosina är ett släkte av tvåvingar. Gigalimosina ingår i familjen hoppflugor.
Släktet innehåller bara arten Gigalimosina flaviceps.